# مارلون باك
مارلون باكى هو لاعب كرة قدم يلعب في الدوري الإنجليزي لنادي لكارديف سيتي.